# Schwanengesang
Schwanengesang (Zwanenzang) D 957 (Deutsch-catalogus) is de titel van een verzameling liederen van Franz Schubert.
De liederen nu bekend als Schwanengesang kregen deze naam, en hun samenstelling, van hun eerste uitgever Tobias Haslinger, waarschijnlijk omdat hij ze als Schuberts muzikale testament aan de wereld wilde verkopen. In tegenstelling tot de eerdere cycli Die schöne Müllerin en Winterreise gaat het hier om de getoonzette verzen van drie dichters: Ludwig Rellstab (1799-1860), Heinrich Heine (1797-1856) en Johann Gabriel Seidl (1804-1875). Schwanengesang werd gecomponeerd in 1828 en uitgegeven in 1829, enkele maanden na Schuberts dood op 19 november 1828. Taubenpost, het laatste lied uit Schwanengesang, wordt beschouwd als Schuberts laatste lied.

## Een onzekere cyclus
In het originele manuscript van Schuberts hand is te zien dat de eerste 13 liederen in dezelfde sessie zijn opgeschreven op opeenvolgende manuscriptpagina’s, in de volgorde die nu de standaard uitvoeringsvolgorde is. Alle titels zijn van Schubert zelf. Heine gaf geen titels aan zijn gedichten. Tobias Haslinger, Schuberts uitgever, gaf de liederen uit als een cyclus, waarschijnlijk om financiële redenen, omdat de eerdere cycli Die schöne Müllerin en Winterreise zo goed werden verkocht.
Op 2 oktober 1828 bood Schubert de serie liederen geschreven op tekst van Heine aan aan een uitgever in Leipzig met de naam Probst. Kennelijk had hij op dat moment de intentie om niet alle liederen tezamen te publiceren. De volgorde van de liederen 8 t/m 13 in het manuscript is anders dan die van de gedichten zoals Heine ze had gepubliceerd (namelijk nr. 10 gevolgd door 12, 11, 4, 9 en 8). Het was Schuberts gewoonte om de oorspronkelijke volgorde van de dichter te respecteren. Het zou dus kunnen zijn dat de volgorde in het manuscript niet de volgorde is die Schubert eigenlijk had gewild. Het lied van Seidl, Die Taubenpost, heeft geen verband met de rest van de cyclus en werd door Haslinger toegevoegd omdat het werd beschouwd als het allerlaatste lied dat Schubert had geschreven, om zo alle laatste composities bij elkaar te bundelen.
Schubert heeft ook een gedicht van Johann Senn op muziek gezet met de naam Schwanengesang, D744, dat geen verband heeft met deze liederencyclus.

## Inhoud
De liederen uit Schwanengesang, zoals aangetroffen in Schuberts handschrift:
- 7 liederen op tekst van Ludwig Rellstab:
  - 1. Liebesbotschaft
  - 2. Kriegers Ahnung
  - 3. Frühlingssehnsucht
  - 4. Ständchen
  - 5. Aufenthalt
  - 6. In der Ferne
  - 7. Abschied
- 6 liederen op tekst van Heinrich Heine:
  - 8. Der Atlas
  - 9. Ihr Bild
  - 10. Das Fischermädchen
  - 11. Die Stadt
  - 12. Am Meer
  - 13. Der Doppelgänger
- Het laatste lied is gebaseerd op een gedicht van Johann Gabriel Seidl:
  - 14. Taubenpost

## Bewerkingen
Franz Liszt, August Horn en Leopold Godowsky bewerkten de liederen later voor pianosolo. Theobald Böhm maakte een bewerking van drie liederen voor altfluit en piano.